# Chris Ashton
Christopher John Ashton (Wigan, 29 de marzo de 1987) es un jugador británico de rugby que se desempeña como wing o fullback.

## Carrera
Debutó en Northampton Saints en 2007, anteriormente había jugado rugby League en Wigan Warriors pero se inclinó por el rugby union, deporte que juega desde entonces. Desde 2012 juega en los Saracens.

## Selección nacional
Fue convocado al XV de la Rosa por primera vez en 2010, desde entonces es un jugador irregular con su selección.

### Participaciones en Copas del Mundo
Por el momento disputó una sola Copa del Mundo; Nueva Zelanda 2011 donde fue el máximo anotador de tries junto al francés Vincent Clerc con seis.
| Mundial                       | Sede          | Resultado        | PJ | Tries |
| ----------------------------- | ------------- | ---------------- | -- | ----- |
| Copa Mundial de Rugby de 2011 | Nueva Zelanda | Cuartos de final | 5  | 6     |

## Palmarés
- Campeón del Torneo de las Seis Naciones de 2011.
- Campeón de la Copa Desafío de 2008/09.
- Campeón de la Aviva Premiership de 2014-15.
- Campeón de la Anglo-Welsh Cup de 2009-10 y 2014-15.
- Seleccionado para  jugar con los Barbarians